# Первомайское сельское поселение (Богучарский район)
Первомайское сельское поселение — муниципальное образование Богучарского района Воронежской области России.
Административный центр — село Лебединка.

## Население
| 2000  | 2005  | 2010  | 2012  | 2013  | 2014  | 2015  | 2016  | 2017  |
| ----- | ----- | ----- | ----- | ----- | ----- | ----- | ----- | ----- |
| 1378  | ↘1290 | ↗1298 | ↘1276 | ↗1280 | ↘1251 | ↗1255 | ↘1232 | ↗1235 |
| 2018  | 2019  | 2020  | 2021  |       |       |       |       |       |
| ↗1238 | ↘1225 | ↘1208 | ↘1111 |       |       |       |       |       |

## Населённые пункты
В состав поселения входят:
- хутор Батовка,
- село Лебединка,
- село Новоникольск,
- село Плесновка.